# FnacBook
A FnacBook egy a Mobiwire által gyártott és a Fnac üzletlánc által forgalmazott e-könyv-olvasó – a Fnac egy kulturális termékek forgalmazásával foglalkozó nemzetközi üzletcsoport. A FnacBook már elektronikus papír technológiát használt, amivel a nyomtatott szöveg és képek megjelenítése közelít ezek valódi papírra nyomtatott képéhez. Ez az eszköz nem volt nagy üzleti siker: körülbelül egy évig, 2010-től 2011 végéig volt a piacon, mikor felváltotta a Kobo Reader olvasó-sorozat.

## Történet
A Fnacbook 2010 novemberében jelent meg a piacon. Körülbelül 14 000 darabot adtak el belőle, ami üzleti bukásként könyvelhető el, különösen azért is, mivel a fejlesztő Mobiwire csődeljárás alá került.
Ezt az eszközt 2011-ben felváltotta a Kobo by Fnac – azaz a Kobo Touch olvasó, ami ezen a címen jelent meg a francia piacon, a Fnac és a Kobo együttműködésében. A Fnacbook-tulajdonosok számára a Fnac egy kedvezményes ajánlattal igyekezett könnyíteni az áttérést a Kobo eszközre: a 2011-es karácsonyi időszak alatt a csere díja mindössze 100 € volt. A Kobo Touch eszköz ára 2011-ben kb. 125 € között volt, mostanára viszont az általános ár lecsökkent 100 €-ra, egyes akciókkal együtt még alacsonyabbra is.

## Specifikációk
- Méret: 123 × 153 × 11 mm
- Súly: 240 g (az akkumulátorral együtt)
- Képernyő: 6 inches képátló (122 × 91 mm), SiPix[2] technológia, kapacitív érintőképernyő, nincs háttérvilágítás
- Hang: 2,5 mm (standard jack) fejhallgató-csatlakozó
- WiFi: 802.11b/g
- Kapcsolatok: GPRS, Edge, HSDPA (3G+), csak az anyaországban
- Akkumulátor: Li-Polimer 1530 mAh, nem cserélhető
- Kapcsolat: USB (2.0) kábel; Mac, Windows, Linux kompatibilis
- Operációs rendszer: Linux 2.6.21
- DDR memória: 128 MiB
- NAND Flash memória: 2 GiB
- Memóriabővítés: microSD és microSDHC 16 GiB-ig

Az eszköz a Sagem cég Binder eszközének egy változata.

## Kezelt formátumok
- Dokumentum: EPUB, TxT, Adobe PDF, HTML
- Zene: MP3 (MPEG-1/2 Audio Layer 3)
- Kép: JPG, PNG, BMP

## Fordítás
Ez a szócikk részben vagy egészben  a   FnacBook című francia Wikipédia-szócikk ezen változatának fordításán alapul.  Az eredeti cikk szerkesztőit annak laptörténete sorolja fel. Ez a jelzés csupán a megfogalmazás eredetét és a szerzői jogokat jelzi, nem szolgál a cikkben szereplő információk forrásmegjelöléseként.